# Erik Lia
Erik Lia (* 20. September 1966) ist ein norwegischer Badmintonspieler. 

## Karriere
Erik Lia gewann in Norwegen von 1990 bis 2001 neun nationale Titel. International nahm er 1991, 1993 und 1995 an den Badminton-Weltmeisterschaften teil. 1989 siegte er bei den Norwegian International.

## Sportliche Erfolge
| Saison | Veranstaltung                                | Disziplin    | Platz | Name                       |
| ------ | -------------------------------------------- | ------------ | ----- | -------------------------- |
| 1983   | Norwegen: Einzelmeisterschaften der Junioren | Herrendoppel | 1     | Erik Lia / Thore Næss      |
| 1989   | Norwegian International                      | Herrendoppel | 1     | Erik Lia / Hans Sperre jr. |
| 1990   | Norwegen: Einzelmeisterschaften              | Herrendoppel | 1     | Hans Sperre jr. / Erik Lia |
| 1991   | Amor International                           | Herrendoppel | 1     | Hans Sperre jr. / Erik Lia |
| 1991   | Weltmeisterschaft                            | Herrendoppel | 33    | Erik Lia / Hans Sperre jr. |
| 1991   | Norwegen: Einzelmeisterschaften              | Herrendoppel | 1     | Hans Sperre jr. / Erik Lia |
| 1992   | Norwegen: Einzelmeisterschaften              | Herrendoppel | 1     | Hans Sperre jr. / Erik Lia |
| 1993   | Norwegen: Einzelmeisterschaften              | Herrendoppel | 1     | Hans Sperre jr. / Erik Lia |
| 1994   | Norwegen: Einzelmeisterschaften              | Herrendoppel | 1     | Trond Wåland / Erik Lia    |
| 1995   | Norwegen: Einzelmeisterschaften              | Herrendoppel | 1     | Trond Wåland / Erik Lia    |
| 1996   | Norwegen: Einzelmeisterschaften              | Herrendoppel | 1     | Trond Wåland / Erik Lia    |
| 2000   | Norwegen: Einzelmeisterschaften              | Herrendoppel | 1     | Trond Wåland / Erik Lia    |
| 2001   | Norwegen: Einzelmeisterschaften              | Herrendoppel | 1     | Trond Wåland / Erik Lia    |